# Notícia de Fiadores

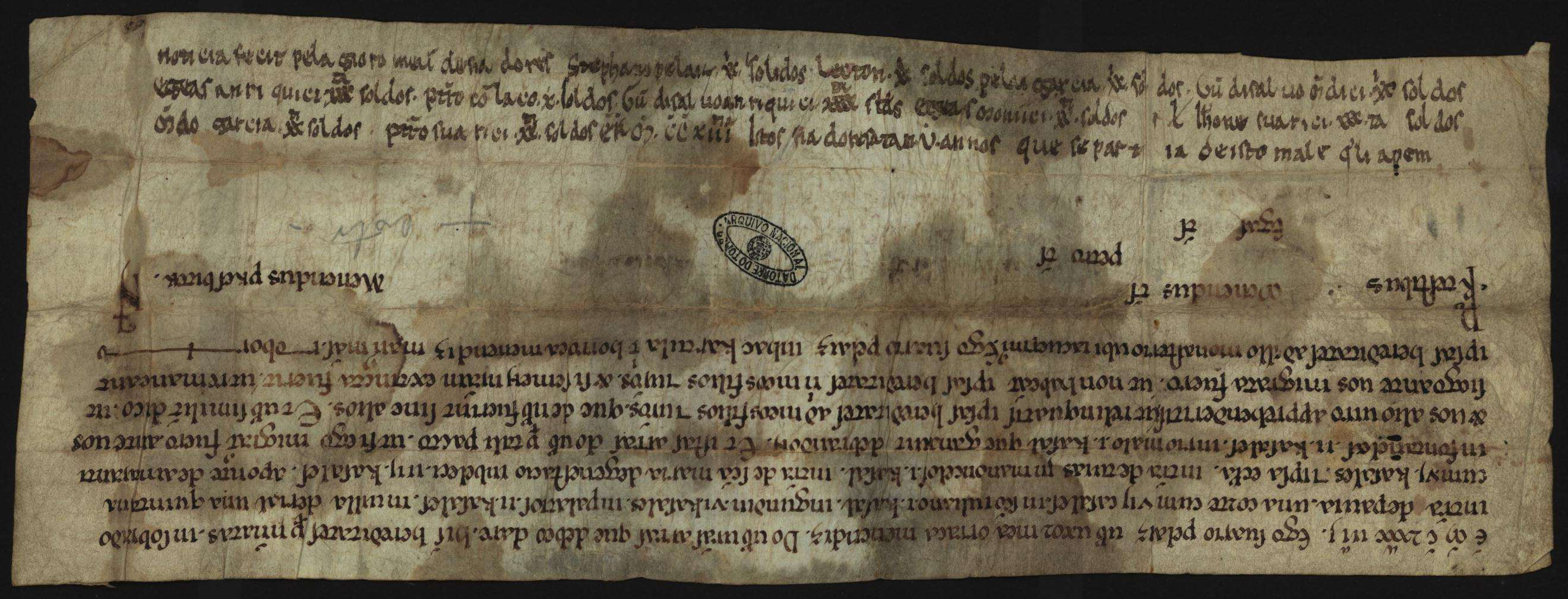
Anverso do pergaminho em questão, intitulado pela Torre do Tombo Documentos relativos a Soeiro Pais, Urraca Mendes, sua mulher, e a Paio Soares Romeu, seu segundo filho e Notícia de Fiadores. A "Notícia de Fiadores" é o texto de três linhas escrito no topo da página.

A Notícia de Fiadores é um pequeno texto de 1175 com alguns elementos em galego-português inserido num pergaminho com outros três documentos, conservado na Torre do Tombo, em Lisboa.
Ana Maria Martins considera que é o mais antigo documento escrito na língua galaico-portuguesa que chegou aos nossos dias (note-se que o "Pacto dos irmãos Pais" pode ser anterior), o que é negado por outros investigadores, dado que a presença de elementos romances, além de insignificante e minoritária, não permite individualizar o texto como escrito em galego-português.

## Texto
O texto regista os nomes dos fiadores de Paio Soares Romeu e termina com uma curta frase maioritariamente em galego-português:
| “ | Istos fiadores atan .v. annos que se partia de isto male que li avem | ” |

Que quer dizer algo como "Estes fiadores dentro de cinco anos exigirão o que lhes devo".